# 芝山広豊
芝山 広豊（しばやま ひろとよ）は、江戸時代前期から中期にかけての公卿。官位は従三位・参議兼右衛門督。藤原北家高藤流勧修寺家庶流である芝山家3代当主。

## 経歴
延宝2年（1674年）、左中将・四辻季輔の次男として誕生。母は右大臣・久我広通の娘。
権中納言・芝山定豊の養子となる。和歌、書画を能くした。
享保8年（1723年）、薨去。

## 系譜
- 父：四辻季輔
- 母：久我広通の娘
- 養父：芝山定豊
- 養子
  - 男子：芝山重豊 - 権中納言。図書頭非参議・高丘季起の次男
  - 男子：芝山経業 - 右権中将。参議・水無瀬氏孝の子、後に帰家
  - 女子：石井行忠[注釈 1]の室